# Балабаев, Александр Васильевич
Алекса́ндр Васи́льевич Балаба́ев (1915 год — 14 мая 1944 года) — участник Великой Отечественной войны, автоматчик 105-го гвардейского стрелкового полка 34-й гвардейской стрелковой Енакиевской Краснознаменной дивизии 46-й армии 3-го Украинского фронта, Герой Советского Союза (13.09.1944), гвардии красноармеец.

## Биография
Родился в 1915 году в селе Карпово-Надеждинка ныне Амвросиевского района Донецкой области Украины в семье крестьянина. Украинец. Работал на шахте.
В Красной Армии с августа 1943 года. Участник Великой Отечественной войны с января 1944 года.
Автоматчик 105-го гвардейского стрелкового полка (34-я гвардейская стрелковая Енакиевская Краснознаменная дивизия, 46-я армия, 3-й Украинский фронт) гвардии рядовой Александр Балабаев отличился при форсировании Днестра. 17 апреля 1944 года группа из десяти человек, в которую входил и Балабаев, переправилась через Днестр у села Раскаецы (Суворовский район, Молдавия) и, захватив господствующую высоту, удерживала её в течение 36 часов. Воины отбили 17 контратак противника и удержали плацдарм до подхода подкрепления. Балабаев был ранен, но не покинул поля боя и лично уничтожил пулемётный расчёт.
А. В. Балабаев скончался от ран 14 мая 1944 года. Похоронен в городе-герое Одессе.
Указом Президиума Верховного Совета СССР от 13 сентября 1944 года за мужество и героизм, проявленные при форсировании Днестра, гвардии рядовому Александру Васильевичу Балабаеву посмертно присвоено звание Героя Советского Союза.

## Награды
- Медаль «Золотая Звезда» Героя Советского Союза
- Орден Ленина
- Орден Славы III степени

## Память
- В городе Снежное Донецкой области на здании межшкольного учебно-производственного центра на улице, носящей имя Героя, установлена мемориальная доска.
- Имя Балабаева А.В. высечено на обелиске, установленном у села Раскэець в честь подвига 11 гвардейцев (Мемориал "Высота Ломакина") [2]